# فینال جام حذفی فوتبال انگلستان ۱۹۵۵
فینال جام حذفی فوتبال انگلستان ۱۹۵۵، رقابت پایانی جام حذفی فوتبال انگلستان در سال ۱۹۵۵ میلادی است که مابین دو تیم باشگاه فوتبال نیوکاسل یونایتد و باشگاه فوتبال منچستر سیتی در ورزشگاه ومبلی لندن برگزار شده‌است.
این مسابقه که در تاریخ ۷ مه ۱۹۵۵ انجام شده‌است با نتیجه ۳ بر ۱ به سود تیم باشگاه فوتبال نیوکاسل یونایتد به پایان رسید.